# Crucifix de Giotto à San Felice in Piazza
Le crucifix de Giotto à San Felice est un crucifix monumental peint a tempera et or sur panneau de bois attribué à l'atelier de Giotto di Bondone, datable de 1330 exposé à l'église San Felice in Piazza de Florence en Italie.

## Historique
Le crucifix a été attribué à Giotto par Bode, Suida, Venturi, Frabriczy et Coletti. 
L'attribution est contestée et la lecture critique est rendue difficile par le mauvais état de conservation ainsi que par le visage du Christ refait. 
Quant au style, il apparaît comme une relecture du Crucifix de Giotto à Padoue, avec une certaine douceur du modelé dans le corps du Christ.

## Description
Destiné à la procession, il est conforme globalement aux représentations monumentales du Christ en croix de l'époque, à savoir :
- Le Christ sur la croix est en position dolens (souffrant), le corps tombant, le ventre proéminent sur son perizonium, la tête penchée en avant touchant l'épaule, les côtes saillantes, les plaies sanguinolentes, les pieds superposés.
- le crucifix est à tabellone (petits panneaux à scènes sur les extrémités de la croix : La Vierge Marie à gauche, saint Jean apôtre à droite, une main soutenant sa tête, et en haut le titulus en rouge surmonté de l'allégorie du sacrifice incarné par le « Pélican ».
- Fond d'or ouvragé à motifs derrière le corps du Christ.

À remarquer sa configuration actuelle inhabituelle, plus large que haute, probablement due à la troncature du bas rendant absent la symbolique du Golgotha accompagnée du crâne d'Adam.